# Reitoca
Reitoca (uit het Nahuatl: Rerituca="Plaats van de zachte rus") is een gemeente (gemeentecode 0815) in het departement Francisco Morazán in Honduras.
De eerste bewoners kwamen uit de plaats San Miguel in El Salvador, die toen nog Chaparrastique heette. In 1600 stichtten zij een dorp, iets ten zuidoosten van het huidige Reitoca. Deze plaats heet nu Pueblo Viejo ("Oud dorp").
In de 17e eeuw was het al even een zelfstandige gemeente, maar daarna werd het bij Alubarén gevoegd. In 1832 werd Reitoca dan definitief zelfstandig.
De kerk in het dorp heeft een gevel uit 1777. Deze is gerestaureerd in 1879. Het dorp ligt op een kleine vlakte aan de Río Grande de Reitoca.

## Bevolking
De bevolking is als volgt verdeeld:
| Vrouwen | 5143 | 47,9% |
| Mannen  | 5592 | 52.1% |

## Dorpen
De gemeente bestaat uit tien dorpen (aldea), waarvan de grootste qua inwoneraantal: Reitoca (code 081501), Azacualpa (081502) en Cerro del Señor (081503).